# Formel Atlantic

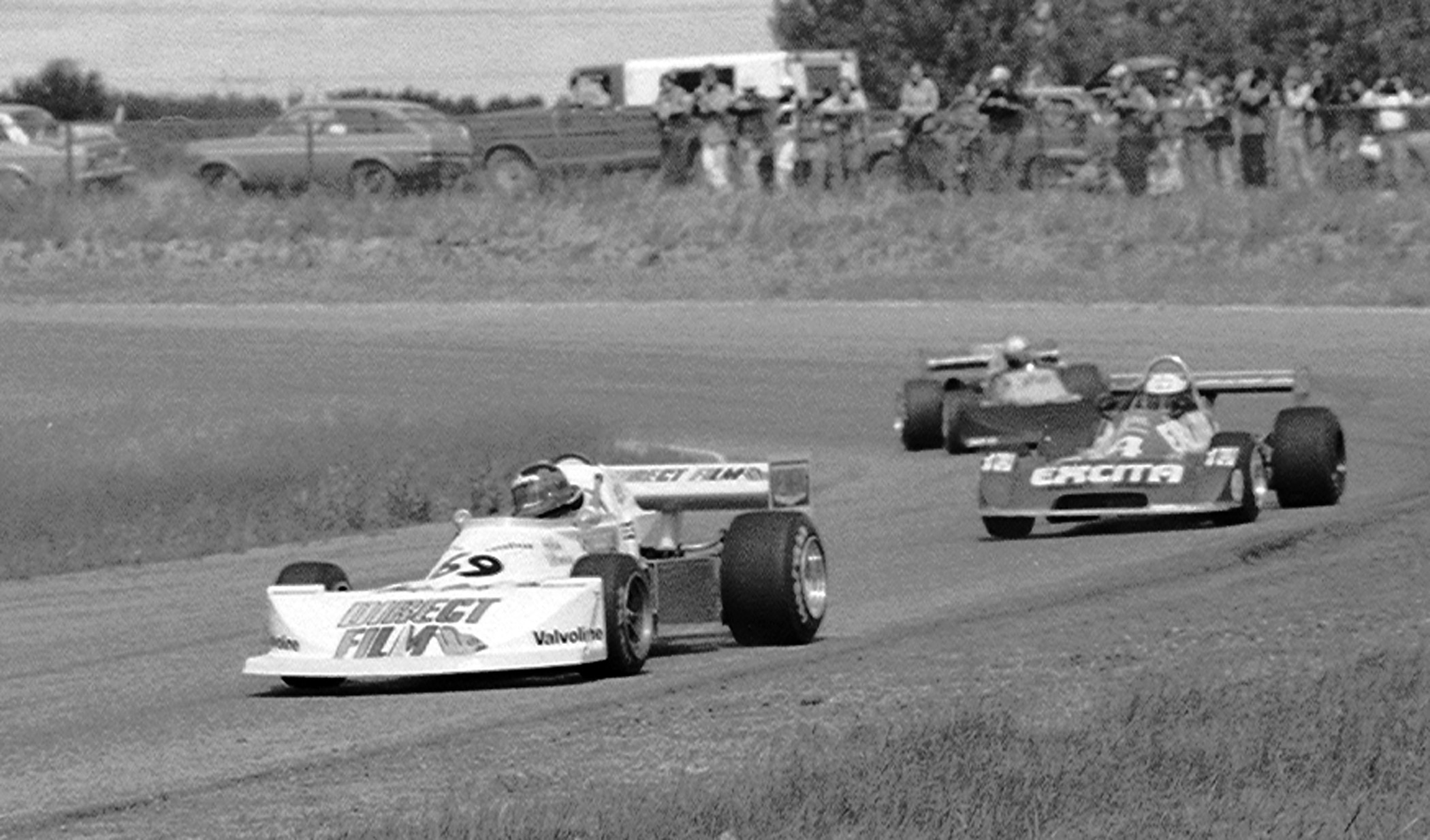
Gilles Villeneuve vor Keke Rosberg beim Formel-Atlantic-Rennen in Edmonton 1977

Die Formel Atlantic ist eine Motorsport-Rennklasse für Monoposti.
Die Geschichte der Formel Atlantic begann 1965 als Formel B des SCCA (Sports Car Club of America). Mit Fahrzeugen, deren Motoren nicht mehr als 1,6 Liter Hubraum haben durften, wurden diese Rennen bis 1968 unter der Schirmherrschaft des SCCA ausgetragen. Von 1969 bis 1972 war die Formel Atlantic eine unabhängige Rennserie und hatte ab 1973 unterschiedliche Veranstalter. 1971 wurden auch in Großbritannien erstmals Rennen mit Formel-Atlantic-Rennwagen ausgefahren. Daraus resultierten ab 1972 britische Rennserien, die nach dem jeweiligen Reglement der Formel veranstaltet wurden. In Großbritannien konnte sich die Formel Atlantic nicht dauerhaft etablieren, da sie immer unter dem Druck der Formel 3 stand. 1983 fand die letzte britische Formel-Atlantic-Meisterschaft statt.
In den USA und Kanada machte die Serie ebenfalls eine wechselvolle Geschichte durch. So gab es ab 1985 eine Ost- und Westküsten-Meisterschaft, wobei die Serie der Ostküste, auch als Pacific-Serie bezeichnet, den Sprung nach Ozeanien machte und heute auch in Australien und Neuseeland ausgefahren wird.
Für die Hersteller war die Formel Atlantic ein beliebtes Betätigungsfeld. Das technische Reglement war eng mit dem der Formel 3 und Formel 2 verwandt. Die Formel Atlantic lag dazwischen und es war mit wenig Aufwand möglich, Rennfahrzeuge anzugleichen. Waren es zu Beginn Unternehmen wie Brabham, Lotus, March und Chevron, die ihre Chassis umbauten, kamen später Ralt und Reynard hinzu. Seit einigen Jahren liefert der US-amerikanische Rennwagenproduzent Swift Engineering Einheitschassis. Die Motoren kommen von Mazda.
Die Serie zog in den 1970er- und 1980er-Jahren eine Fülle an europäischen Gastfahrern nach Nordamerika. Fahrer wie Derek Bell, James Hunt, Riccardo Patrese, Didier Pironi, Keke Rosberg und viele andere gingen in der Formel Atlantic an den Start. Einige namhafte Piloten konnten die nordamerikanische Meisterschaft gewinnen. 1974 und 1975 siegte William Brack, 1976, 1977 und 1978 Gilles Villeneuve, 1981 und 1982 dessen Bruder Jacques. 1983 ging der Titel an Michael Andretti und der letzte Meister 2009 war der US-Amerikaner John Edwards.
Von 1976 bis 1986 wurde in Südafrika die Südafrikanische Formel-Atlantic-Meisterschaft ausgetragen, die in einzelnen Aspekten einem eigenständigen Reglement folgte.